# Artona clathrata
Artona clathrata es una especie de polilla del género Artona, familia Zygaenidae.
Fue descrita científicamente por Poujade en 1886.